# Comuna Stara Osota, Oleksandrivka
Stara Osota (în ucraineană Стара Осота) este o comună în raionul Oleksandrivka, regiunea Kirovohrad, Ucraina, formată din satele Ivanivka, Nova Osota, Poseleanivka și Stara Osota (reședința).

## Demografie
Componența lingvistică a comunei Stara Osota
     Ucraineană (96,75%)
     Romani (1,27%)
     Rusă (1,27%)
     Alte limbi (0,43%)
Conform recensământului din 2001, majoritatea populației comunei Stara Osota era vorbitoare de ucraineană (96,75%), existând în minoritate și vorbitori de romani (1,27%) și rusă (1,27%).